# بدع ومغالطات باسم العلم
البدع والمغالطات باسم العلم (بالإنجليزية: Fads and Fallacies in the Name of Science)‏ هو كتاب نشر عام 1957 -لمؤلفه مارتن جاردنر. وهو دراسة استقصائية لما وصفه بالعلوم الزائفة والمعتقدات الدينية التي أصبحت وثيقة تأسيسية في حركة الشكوك العلمية الناشئة. قال مايكل شيرمرعن الكتاب أنه: «شكوكية حديثة تطورت إلى ان أصبحت حركة تستند إلى العلم، والتي بدأت بكتابات مارتن غاردنر منذ 1952».
يفضح الكتاب ما يصفه بالعلم الزائف والعلماء الزائفين الذين ينشرونها.

## الاحتفاء بالكتاب
رحب استعراض معاصر في بيتسبرغ بوست جازيت بشكل خاص بملاحظات غاردنر النقدية حول علاج هوكسي وكرابايوزن، وكلاهما تم تطويرهما كإجراءات مضادة للسرطان في ذلك الوقت. خلصت المراجعة إلى أن الكتاب «سيكون معينا في مواجهة بعض العقائد المسلية أو التي يحتمل ضررها، والتي يتم الترويج لها في كثير من الأحيان بواسطة الصحافة غير المسؤولة».
غالبًا ما تم ذكر العمل في كتب ومقالات لاحقة. اعتبر لويس لازانيا، في كتابه «معضلات الأطباء»، ان للكتاب «عمل بديع عن العقائد والبدع والاحتيالات التي تنتحل العلمية» وأن هذا «كتاب موهوب يجمع بين متانة ذكر الحقائق وبين الأسلوب الشيق».
في مراجعة لأعمال غاردنر اللاحقة، وصف بول ستوي من تورنتو ستار الكتاب بأنه عمل «هدم ممتع للغاية للهراء العلمي الزائف». اعتبر إد ريجيس، الذي كتب في صحيفة "نيويورك تايمز"، أن الكتاب هو «الكتاب الأساسي الذي تتسم قراءته بمتعة هائلة وهو يقوم بتدمير هراء العلم الزائف».